# ГЕС Джатігеде
ГЕС Джатігеде — гідроелектростанція, що споруджується в Індонезії на острові Ява. Використовуватиме ресурс із річки Kali Cimanuk, яка впадає в Яванське море за 140 км на схід від Джакарти.
У 2015 році на Kali Cimanuk стала до ладу кам'яно-накидна гребля Джатігеде висотою 110 метрів, довжиною 1715 метрів та товщиною по гребеню 12 метрів, яка потребувала 6,7 млн м3 матеріалу. Вона утримує водосховище з площею поверхні до 41,2 км2 та об'ємом 980 млн м3 із припустимим коливанням рівня поверхні між позначками 221 та 260 метрів НРМ (у випадку повені останній показник може зростати до 262 метрів НРМ), що забезпечує корисний об'єм у 877 млн м3. Втім, мінімальний рівень для роботи ГЕС відповідатиме 230 метрам НРМ, а здреновування нижче цього порогу здійснюватиметься лише в цілях іригації (комплекс розрахований на зрошення 90 тисяч гектарів земель).
Одночасно із завершенням греблі уклали контракт із китайської компанією Synohydro на її комплекс із гідроелектростанцією, введення якої заплановане на 2019 рік. Вона повинна бути обладнана двома турбінами типу Френсіс потужністю по 55 МВт, які при напорі у 170 метрів вироблятимуть 690 млн кВт-год електроенергії на рік. Зазначений напір забезпечуватиметься деривацією ресурсу через прокладений у правобережному масиві тунель довжиною 3,1 км з діаметром 4,5 метра.
Видача продукції відбуватиметься по ЛЕП, розрахованій на роботу під напругою 150 кВ.